# Örnarna
Örnarna eller Mariestads Motorklubb Örnarna Speedway är en speedwayklubb i Mariestad. 
Örnarnas hemmabana är MC Konsult Arena, som ligger i Grevby intill E20 norr om Mariestad.

## Meriter
- SM-guld: 4 (1992, 1993, 1994, 1996)